# Ascenso LPF Apertura 2020
El Torneo Apertura 2020 de la Liga de Ascenso (por motivo de patrocinio Liga de Ascenso Cable Onda) es el inicio de la temporada 2020 de la segunda división del fútbol de Panamá.
El Campeón del torneo está por definirse.

## Formato
Está por definirse.

## Equipos participantes
Un total de 10 equipos participarán en el torneo: